# 桥北乡
桥北乡，是中华人民共和国河南省新乡市原阳县下辖的一个乡镇级行政单位。

## 行政区划
桥北乡下辖以下地区：
马井村、马庄村、南胡庄村、盐店庄村、大张庄村、范庄村、杨庄村、司庄村、小辛庄村、葛韩庄村、季庄村、洪庄村、李滔庄村、老庄村、小张庄村、司窑庄村、尤拐村、小刘庄村、刘庵村、刘合庄村和破车庄村。